# Рихвалд (Сілезьке воєводство)
Рихвалд (пол. Rychwałd) — село в Польщі, у гміні Ґільовиці Живецького повіту Сілезького воєводства.
Населення — 1544 особи (2011).
У 1975—1998 роках село належало до Бельського воєводства.

## Географія
На південно-західній околиці села бере початок річка Мощаниця.

## Демографія
Демографічна структура станом на 31 березня 2011 року:
|          | Загалом | Допрацездатний вік | Працездатний вік | Постпрацездатний вік |
| -------- | ------- | ------------------ | ---------------- | -------------------- |
| Чоловіки | 759     | 158                | 518              | 83                   |
| Жінки    | 785     | 178                | 431              | 176                  |
| Разом    | 1544    | 336                | 949              | 259                  |